# Sara Macel
Sara Macel (1981) é uma fotógrafa americana.
Nascida em Houston, no Texas, Macel recebeu um diploma de BFA em 2003 da Tisch School of the Arts da Universidade de Nova Iorque e um diploma de MFA da School of Visual Arts em 2011.
O seu trabalho encontra-se incluído nas colecções do Museu de Belas-Artes de Houston e do Light Work.